# Bogatić (općina)
Općina Bogatić je općina u Republici Srbiji. Nalazi se u Središnjoj Srbiji, u blizini Šapca i spada u Mačvanski okrug. Po podacima iz 2004. općina zauzima površinu od 384 km² (od čega na poljoprivrednu površinu otpada 30.651 ha, a na šumsku 2.948 ha).
Centar općine je naselje Bogatić. Općina Bogatić se sastoji od 14 naselja. Po podacima iz 2002. godine u općini je živjelo 32.990 stanovnika. Po podacima iz 2004. natalitet je iznosio -6,4‰, dok broj zaposlenih u općini iznosi 4.689 ljudi. U općini se nalazi 14 osnovnih i 1 srednja škola.

## Naselja
• Badovinci
• Banovo Polje
• Crna Bara